# Léonard Tousez
Léonard Décade Tousez (Paris, 1793 - Batignolles, 5 janvier 1829) est un acteur et auteur dramatique français.

## Biographie
Acteur au Théâtre des Variétés (1816-1826), il joue les jeunes premiers dans Les Bolivars et les Morillos ou les Amours de Belleville (1819) d'Armand d'Artois et Gabriel de Lurieu ainsi qu'entre autres, dans Le Témoin ou La Porte-Maillot (1820) d'Eugène Scribe, Mélesville et Xavier Boniface.
Il épouse en 1818 l'actrice Charlotte Zoë Régnier de la Brière, dite Madame Tousez, mère de François-Joseph Regnier.
Il participe à la rédaction de plusieurs pièces de boulevard qui sont représentées au Théâtre du Gymnase dramatique et au Théâtre du Vaudeville.
Harel écrit sur lui : « Amoureux agréable, qui a joué avec un naturel assez comique quelques caricatures plaisantes. Il est aimé du public. Il est homme d'esprit ; quelques pièces qu'il a fait représenter au Vaudeville ou au Gymnase en sont la preuve. »
Il perd la raison en pleine représentation en 1826 et meurt d'une maladie mentale à Batignolles (Clichy).

## Œuvres
- Les Bons Gendarmes, poème épique en deux chants, avec Charles Odry, 1820
- L'Atelier de peinture, tableau-vaudeville en 1 acte, avec Sewrin, 1823
- Le Chevalier d'honneur, comédie en 1 acte, mêlée de vaudevilles, avec Sewrin et Nicolas Gersin, 1823
- Le Lithographe, ou les Scènes populaires, vaudeville en 1 acte, avec Sewrin, 1823
- Le Point d'honneur, vaudeville en 1 acte, avec Benjamin Antier, 1825